# Månregnbåge

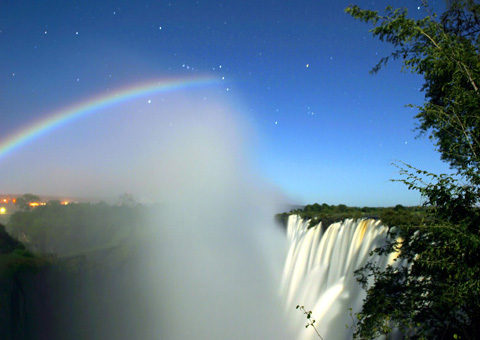
Fotografi på en månregnbåge vid ett vattenfall.

Månregnbåge (eller månbåge) är en nattlig variant av regnbåge. Den är synlig i sällsynta fall under regniga nätter med starkt månsken och mörk himmel. Förutsättningarna är att det är fullmåne eller nästan fullmåne och månen ligger relativt lågt på himlen, mittemot regnet. Månregnbågen uppfattas ofta som färglös eftersom ljuset brukar vara för svagt för att aktivera färgreceptorer i ögonen.